# Hervormde kerk (Coevorden)

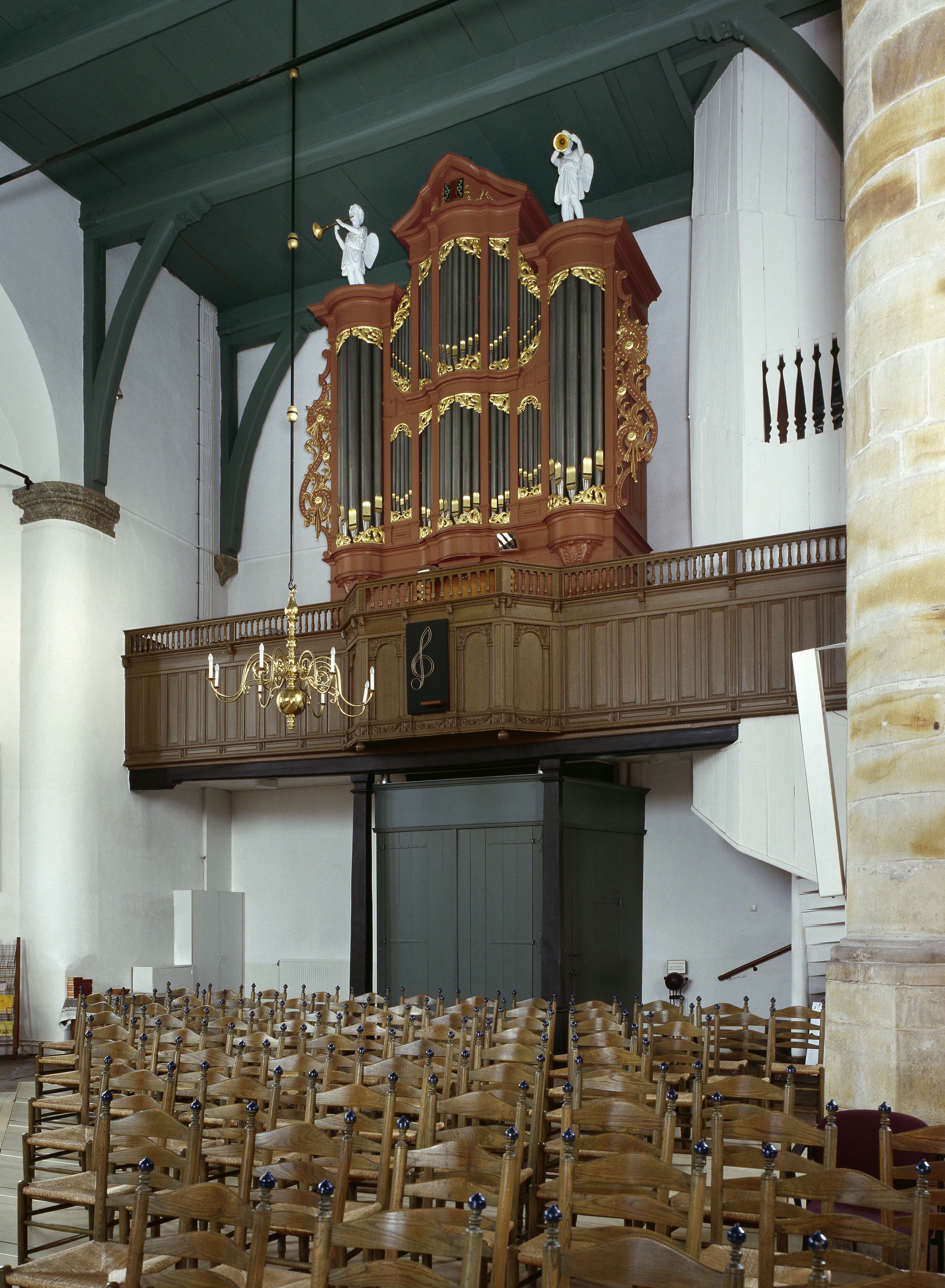
Het Proper-orgel uit 1897 na de restauratie van 1972 door Van den Berg & Wendt, met de gereconstrueerde balustrade van 1658

De Hervormde kerk in de Drentse stad Coevorden is een van de vroegste protestantse kerkgebouwen in Nederland. De kerk wordt ook wel Grote kerk of Kruiskerk genoemd.

## Geschiedenis

### Eerdere kerkgebouwen
De bouw van de kerk begon in 1641 op de plaats waar eerder al minimaal vier kerken hadden gestaan, volgens geschiedschrijver Johan Picardt misschien zelfs vijf. De oudste bron verhaalt over een kerkgebouw dat rond 1508 afbrandde. De kerk die vervolgens werd gebouwd, waarvoor in 1510 toestemming was verleend, werd onder andere gefinancierd door de opbrengst van de aflatenverkoop. Deze kerk werd zwaar beschadigd, waardoor er een nieuwe kerk moest worden gebouwd, waarvoor Coevorden zelf de kosten niet kon dragen. Deze kerk werd echter gebruikt voor de verdediging van de stad en moest daardoor later worden herbouwd of behoorlijk verbouwd.
Coevorden gaf zich als eerste stad van Drenthe over aan Maurits van Oranje. Bij deze overlevering en de poging van Francisco Verdugo om de stad weer in eigen handen te krijgen, raakte de kerk waarschijnlijk weer erg beschadigd. In de decennia erna werd dan ook regelmatig geklaagd over de toestand van de kerk. Er werd voor de erediensten zelfs bijeengekomen in een woonhuis. In 1628 gaf Landschap Drenthe een subsidie van maar liefst duizend gulden aan Coevorden.

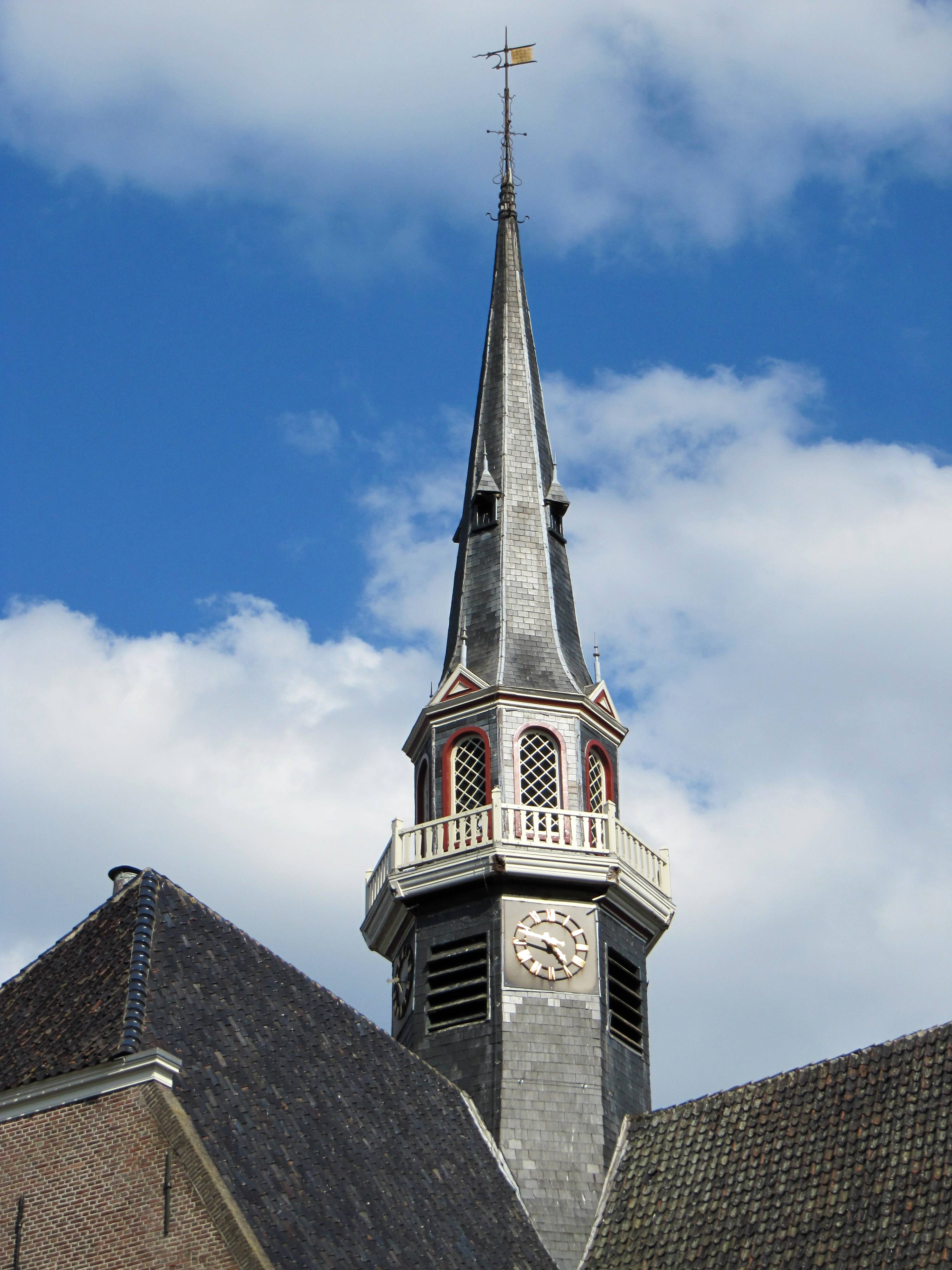
De toren

### Bouw en nieuwe toren
Toch werd er in de jaren dertig van de 17e eeuw opnieuw gesproken over de bouwvallige situatie waarin de kerk verkeerde. Eerst bleef een reactie uit, maar in 1637 gaven de Staten-Generaal toestemming voor belasting op elke ton bier die in Coevorden werd verkocht. Uiteindelijk kon in 1641 worden begonnen met de bouw van de Nederlandse Hervormde Kerk op een plattegrond van een Grieks kruis, naar voorbeeld van de Noorderkerk in Amsterdam. Rond 1645 was de bouw gereed. Tijdens de afbraak van de oude en opbouw van de nieuwe kerk werden de kerkdiensten gehouden in een paardenstal.
In 1890 werd het torentje van de kerk geraakt door de bliksem, waardoor er brand ontstond. Er werd hiervoor in de plaats een nieuw, groter torentje gebouwd, waarop de onderbouw van de kerk niet berekend was. In 1929 werden daarom de dragende delen van de kerk vernieuwd.

### Orgels
Van 1658 tot 1895 stond in de kerk een orgel van Theodorus Faber. Het is mogelijk dat deze orgelbouwer hierbij onderdelen van oudere orgels gebruikt heeft. Het instrument was in de loop der jaren in onderhoud bij bekende orgelmakers als Arp Schnitger, A.A. Hinsz, H.H. Freytag, P. van Oeckelen en diens zoon H. van Oeckelen (deze laatste namens de weduwe van Roelf Meijer). Bij de blikseminslag en brand in 1890 had het zoveel schade opgelopen dat besloten werd het te vervangen. Dankzij een gift van f2500 van de trouwe kerkgangster mejuffrouw Aleida Kramer werd het mogelijk een nieuw orgel te bestellen bij de organist en orgelbouwer Jan Proper te Kampen. Het werd ingewijd op 29 augustus 1897. Dit instrument was in de jaren vijftig en zestig wit geschilderd, maar bij de zeer grondige restauratie in 1970-1972 door de Zwolse orgelmakers Van den Berg & Wendt kreeg het zijn oude bruine kleur terug. Bij die gelegenheid werd ook de balustrade van het oorspronkelijke Faber-orgel uit 1658 in ere hersteld.
De bekende organist Willem Hendrik Zwart was van 1945 tot 1954 vast verbonden aan deze kerk. Gedurende een lange periode van 1964 tot 2010 was Henk Plasman de vaste organist.

## Bekenden in de kerk
- Johan Picardt, naast geschiedschrijver ook predikant, heeft in de kerk gepredikt en is ook in Coevorden overleden.
- Mijndert van der Thijnen was vanaf 1670 koster van de kerk en maakte samen met Carl von Rabenhaupt plannen om Coevorden te veroveren op Bernhard van Galen ("Bommen-Berend"). De kerk werd toen als gevangenis gebruikt, waardoor deze weer beschadigd werd. Doordat deze drie personen een belangrijke positie in de geschiedenis van de kerk hebben gehad, zijn voor hen gedenkstenen gemaakt die in de kerk aanwezig zijn.